# John Whiteside Parsons

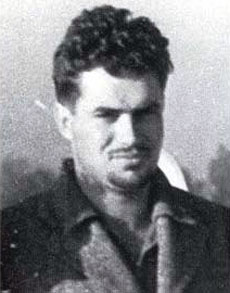
Parsons (1941)

John „Jack“ Whiteside Parsons (* 2. Oktober 1914; † 17. Juni 1952, Geburtsname Marvel Whiteside Parsons) war ein US-amerikanischer Raketenantriebsforscher des California Institute of Technology und Mitbegründer des Jet Propulsion Laboratory (JPL) und der  Aerojet Corporation. Er beschäftigte sich auch intensiv mit Magie und den thelemischen Lehren Aleister Crowleys.

## Karriere
Parsons Raketenforschung war ein wichtiger Teil des US-amerikanischen Raketenprogramms der 1930er und 1940er Jahre, da er maßgeblich zu der Entwicklung fester, weltraumfähiger Antriebsstoffe und der Erfindung der JATO-Einheiten für Flugzeuge beitrug.
Er ist als Teil der Geschichte der Raumfahrt weit weniger bekannt als Wernher von Braun oder Theodore von Kármán. Trotzdem bemerkte von Braun, dass Parsons, und nicht von Braun, als Vater des US-amerikanischen Raumfahrtprogramms angesehen werden sollte.

## Okkultismus
Jack Parsons war, neben seiner wissenschaftlichen Arbeit, ein Anhänger der okkulten Lehren von Aleister Crowley und praktizierte dessen „Magick“. Er erkannte darin keinen Widerspruch und führte vor jedem Raketenstart eine Invokation des Gottes Pan aus.
Er wurde von Aleister Crowley im Jahre 1942 zum Leiter der Agape-Loge des Ordo Templi Orientis (OTO) in Kalifornien ernannt, nachdem Crowley den vorherigen Leiter der Agape-Loge, Wilfred Smith, von der Stelle abgezogen hatte. Parsons Name innerhalb des OTO war Frater Jopan 210, er lernte Crowley nicht persönlich kennen, sondern stand mit diesem über Briefe in Verbindung.
Nachdem seine Frau Helen Northrup ihn mit Wilfred Smith verlassen hatte, zog er mit deren Halbschwester Sara Elizabeth Northrup, genannt Betty, zusammen.
Mitte der 1940er lernten Parsons und seine Frau den Abenteurer, Schriftsteller und späteren Scientologygründer L. Ron Hubbard kennen. Die drei planten ein Ritual aus Crowleys OTO durchzuführen, welches sich über beinahe ein Jahr hinziehen würde: die Erzeugung eines Moonchild, eines Kindes mit magisch prädestinierter Seele. Crowley äußerte sich erbost, als er von diesem Vorhaben erfuhr. Aber er warf Parsons nicht aus dem Orden.
Im Januar 1946 hatten Parsons, Betty und Hubbard eine Firma für Schiffshandel mit Namen Allied Enterprises gegründet. Parsons investierte eine große Summe von etwa 21.000 US-Dollar und Hubbard beteiligte sich mit 1.200 US-Dollar, während Betty keine Einlagen beisteuerte. Im Jahr 1947 wurden eines der Boote und einiges von dem erwirtschafteten Geld von Betty und Hubbard entwendet. Parsons soll daraufhin in seinem Hotelzimmer einen Sturm beschworen haben, das Boot mit Hubbard und Betty wurde tatsächlich von einem Unwetter zum Kentern gebracht. Ein Gericht in Florida löste den Geschäftsvertrag später auf, ordnete eine Tilgung der Schulden durch Parsons an und erteilte Hubbard die Besitzrechte an dem Schiff. Hubbard und Betty heirateten am 10. August 1946 in Chestertown, Maryland, während Hubbards Ehe mit Louise Grubb, seiner ersten Ehefrau, erst am 24. Dezember 1947 geschieden wurde.
Im März 1946 führten Parsons, Betty und Hubbard die sogenannten Babalon Workings in der Mojave-Wüste in Kalifornien aus, während der Parsons einen Text empfing und Hubbard als Schreiber (Scribe) diktierte, welchen er Liber Babalon nannte und den er als das vierte Kapitel des Liber AL vel Legis auffasste.
Während dieser Babalon Workings lernte Parsons Marjorie Cameron kennen, welche Parsons Vorstellung von Babalon als schöne Frau mit roten Haaren und grünen Augen (obwohl ihre Augen blau-grün waren) derart entsprach, dass er sie zu magischen Arbeiten überredete und sie schließlich selbst in der Vorstellung aufging, Babalon zu sein. 
Sie spielte in Kenneth Angers Film Inauguration of the Pleasure Dome die Kali und die scharlachrote Hure Babalon. Nachdem Parsons mit Cameron zusammengetroffen war, legte er seine Ämter im OTO nieder. Die beiden heirateten später.
In Anthony Bouchers unter dem Pseudonym H. H. Holmes erschienenen Roman Rocket to the Morgue tauchen sowohl Parsons (als Hugo Chantrelle) und als auch Hubbard (als D. Vance Wimpole) auf.

## Tod und Nachwirken
Am 17. Juni 1952 verstarb Jack Parsons an den Folgen einer Explosion von Knallquecksilber. Sein Liber Babalon prophezeite ihm ein Ende in Flammen, spätere Vertreter thelemischen Gedankengutes wie Kenneth Grant sehen diese Erfüllung der Prophezeiung als Beweis für die Authentizität des Buches, wenn es auch allgemein nicht als viertes Kapitel des Liber AL akzeptiert wird.
Nicht lange nach Parsons Flammentod nahm sich seine Mutter das Leben.
Der Mondkrater Parsons ist nach John Whiteside Parsons benannt.
Die von CBS All Access 2018 und 2019 produzierte Fernsehserie Strange Angel handelte von dem Leben von Jack Parsons.